# Sonic Flower Groove
Sonic Flower Groove é o álbum de estréia do grupo britânico de rock, Primal Scream, lançado em Setembro de 1987.
Este primeiro registro foi fortemente influenciado por bandas de rock dos anos 60, principalmente The Byrds. O álbum também mostra os primeiros elementos que viriam a formar o brit-pop então em gestação na Inglaterra.

## Faixas
1. "Gentle Tuesday" – 3:49
2. "Treasure Trip" – 3:15
3. "May the Sun Shine Bright for You" – 2:41
4. "Sonic Sister Love" – 2:36
5. "Silent Spring" – 3:52
6. "Imperial" – 3:38
7. "Love You" – 4:45
8. "Leaves" – 3:32
9. "Aftermath" – 2:47
10. "We Go Down Slowly Rising" – 3:23

Faixas bônus da edição lançada no Japão
1. "Black Star Carnival" - 2:39
2. "I'm Gonna Make You Mine" - 2:12
3. "Star Fruit Surf Rider" - 1:58
4. "So Sad About Us" - 4:17
5. "Imperial" (Demo) - 3:43